# Endromopoda appendiculata
Endromopoda appendiculata är en stekelart som beskrevs av Constantineanu och Pisica 1977. Endromopoda appendiculata ingår i släktet Endromopoda och familjen brokparasitsteklar. Inga underarter finns listade i Catalogue of Life.